# Явір (Краснопілля)
«Явір» — український футбольний клуб з селища міського типу Краснопілля Сумської області. Виступає у другій групі першості Сумської області. Утворений 12 січня 1982 року.
Кольори клубу — жовто-зелені. Стадіон — «Колос» (3 000 глядачів).

## Попередні назви
- 1982—1998: «Явір» (Краснопілля)
- 1998—1999: «Явір-Суми» (Суми)
У 1999 році команда переведена в Суми та отримала назву «Спартак» (Суми), «Явір» розпочав виступи з обласних змагань
- 1999—2008: «Явір» (Краснопілля)
У 2008 році команда переведена в Суми та отримала назву ФК «Суми», «Явір» розпочав виступи з обласних змагань
- 2008—2011: ФК «Краснопілля» (Краснопілля)
- 2011—…: «Явір» (Краснопілля)

## Історія
12 січня 1982 року при лісничому господарстві селища Краснопілля створено футбольний клуб із назвою «Явір». Команда почала виступати в обласному чемпіонаті і через 2 роки стала чемпіоном області, а в наступному році завоювала обласний кубок.
Завдяки тому, що футболісти з Краснопілля увійшли до трійки переможців однієї з груп аматорського чемпіонату 1991 року, команда отримала право взяти участь у першій національній першості серед професіоналів. Спочатку в перехідній лізі, а потім у другій. В сезоні 1994/95 «Явір» здобув перше місце у своїй зоні і підвищився у класі.
В сезоні 1995/96 «Явір» стартував у першій лізі і на наступні 4 сезони став її міцним середняком.
Після того, як головна команда області — сумський «Фрунзенець» на деякий час припинив існування, обласне керівництво вирішило відродити в Сумах футбол. З цією метою у 1998 році «Явір» був переведений в обласний центр і перейменувався в «Явір-Суми». В такому виді клуб проіснував півтора сезони, після чого був реорганізований на клуб «Спартак» (Суми).
Свій новий футбольний похід у Краснопіллі вдруге розпочали з чемпіонату області та аматорського чемпіонату України. Команда два сезони провела в аматорському чемпіонаті і в сезоні 2002/03 заявилася у другу лігу. Команда стала середняком другої ліги, що було межею команди при тому фінансуванні. Періодично почали з'являтися чутки то про розформування команди, то про те, що в Сумах знову знудьгувалися за великим футболом і не проти мати «свою» команду. Після 8-го туру сезону 2008/09 року, «Явір» переїхав до Сум, змінивши назву на ФК «Суми».
Краснопільський клуб відродився знову, цього разу розпочавши виступи із другої групи обласної першості, куди він був заявлений під назвою ФК «Краснопілля». Про відновлення «Явора» вперше зайшла мова восени 2010 року, а влітку 2011 року після перемоги дитячо-юнацького клубу «Явір» у чемпіонаті Сумської обласної організації дитячо-юнацької футбольної ліги України сезону 2010—2011 років ФК «Краснопілля» став виступати під назвою «Явір».
У січні 2012 року «Явір» відзначив 30-річний ювілей.
У 2014 році «Явір» виграв чемпіонат області.

## Досягнення
- У чемпіонатах України:
  - Найвище досягнення в першості України — 10-те місце в турнірі команд першої ліги у сезоні 1997/1998 років.
  - Чемпіон другої ліги (1): 1994/1995.
  - Найпереконливіша перемога в національній першості — 5:0 над «Металургом» з Костянтинівки (сезон 1993/1994 років). Найганебніша поразка в національній першості — 0:7 від харківського «Металіста-2» (сезон 2003/2004 років).
- У кубках України:
  - Найвище досягнення у розіграші Кубка України — вихід до 1/8 фіналу в сезоні 1995/1996 років («Таврія» Сімферополь — «Явір» 2:0) та в сезоні 2002/2003 («Явір» (Краснопілля) — «Дніпро» (Дніпропетровськ) 0:3).
- Виступи в аматорському чемпіонаті України — 1985—1987, 1989—1991, 2001 та 2002 роки.
- В обласних змаганнях:
  - чемпіон Сумської області 1984 року.
  - володар Кубка Сумської області 1985 року.
  - фіналіст Кубка Сумської області 2002 року.

## Попередні емблеми клубу

Історія
Емблема клубу «Явір» Краснопілля з 1992 по 1998 рр.
Емблема клубу «Явір» Краснопілля  з 1998 по 2008 рр.

## Всі сезони в незалежній Україні
| Сезон   | Чемпіонат                | Чемпіонат | Чемпіонат | Чемпіонат | Чемпіонат | Чемпіонат | Чемпіонат | Чемпіонат | Кубок                  | Кубок | Кубок | Кубок | Кубок | Кубок | Кубок | Примітка                                                         |
| Сезон   | Ліга                     | Місце     | І         | В         | Н         | П         | М         | О         | Етап                   | І     | В     | Н     | П     | М     | О     | Примітка                                                         |
| ------- | ------------------------ | --------- | --------- | --------- | --------- | --------- | --------- | --------- | ---------------------- | ----- | ----- | ----- | ----- | ----- | ----- | ---------------------------------------------------------------- |
| 1992    | Перехідна Перша підгрупа | 3 з 9     | 16        | 8         | 4         | 4         | 21−19     | 20        | —                      | —     | —     | —     | —     | —     | —     | «Явір»                                                           |
| 1992/93 | Друга                    | 3 з 18    | 34        | 17        | 7         | 10        | 42−27     | 41        | 1/16 фіналу            | 4     | 1     | 1     | 2     | 3−5   | 3     | «Явір»                                                           |
| 1993/94 | Друга                    | 5 з 22    | 42        | 22        | 10        | 10        | 63−36     | 54        | 1/64 фіналу            | 1     | 0     | 0     | 1     | 1−2   | 0     | «Явір»                                                           |
| 1994/95 | Друга                    | 1 з 22    | 42        | 29        | 6         | 7         | 71−30     | 93        | 1/16 фіналу            | 4     | 1     | 2     | 1     | 2−5   | 4     | «Явір»                                                           |
| 1995/96 | Перша                    | 13 з 22   | 42        | 17        | 9         | 16        | 53−43     | 60        | 1/8 фіналу             | 4     | 2     | 1     | 1     | 6−3   | 5     | «Явір»                                                           |
| 1996/97 | Перша                    | 13 з 24   | 46        | 18        | 7         | 21        | 61−61     | 61        | 1/16 фіналу            | 1     | 0     | 1     | 0     | 0−0   | 1     | «Явір»                                                           |
| 1997/98 | Перша                    | 10 з 22   | 42        | 19        | 5         | 18        | 52−48     | 62        | 1/16 фіналу            | 3     | 1     | 1     | 1     | 5−7   | 3     | «Явір»                                                           |
| 1998/99 | Перша                    | 13 з 20   | 38        | 15        | 7         | 16        | 36−42     | 52        | 1/32 фіналу            | 4     | 2     | 1     | 1     | 5−5   | 5     | Перше коло — «Явір», друге — «Явір-Суми»                         |
| 2002/03 | Друга Група В            | 10 з 15   | 28        | 8         | 8         | 12        | 27−41     | 32        | 1/8 фіналу             | 3     | 0     | 2     | 1     | 0−3   | 2     | «Явір»                                                           |
| 2003/04 | Друга Група В            | 10 з 16   | 30        | 10        | 7         | 13        | 20−28     | 37        | 1/32 фіналу            | 1     | 0     | 0     | 1     | 0−3   | 0     | «Явір»                                                           |
| 2004/05 | Друга Група В            | 10 з 15   | 28        | 8         | 5         | 15        | 24−40     | 29        | 1/16 фіналу            | 2     | 1     | 0     | 1     | 3−7   | 2     | «Явір»                                                           |
| 2005/06 | Друга Група В            | 6 з 13    | 24        | 11        | 5         | 8         | 25−26     | 38        | 1/32 фіналу            | 2     | 1     | 0     | 1     | 2−3   | 2     | «Явір»                                                           |
| 2006/07 | Друга Група Б            | 13 з 16   | 28        | 6         | 7         | 15        | 18−30     | 25        | 1/16 фіналу            | 2     | 1     | 0     | 1     | 2−6   | 2     | «Явір»                                                           |
| 2007/08 | Друга Група Б            | 13 з 18   | 34        | 10        | 7         | 17        | 36−62     | 37        | —                      | —     | —     | —     | —     | —     | —     | «Явір»                                                           |
| 2008/09 | Друга Група Б            | —         | —         | —         | —         | —         | —         | —         | Перший попередній етап | 1     | 0     | 0     | 1     | 0−1   | 0     | до 11.09.2008 — «Явір», подальші результати зараховані ФК «Суми» |
| Всього  | Перехідна                | 1 сезон   | 16        | 8         | 4         | 4         | 21−19     | 20        | >13 сезонів            | 32    | 10    | 9     | 13    | 29−50 | 29    |                                                                  |
| Всього  | Друга                    | 9 сезонів | 290       | 121       | 62        | 107       | 326−320   | 304       |                        |       |       |       |       |       |       |                                                                  |
| Всього  | Перша                    | 4 сезони  | 168       | 69        | 28        | 71        | 202−194   | 166       |                        |       |       |       |       |       |       |                                                                  |

## Відомі гравці
За збірну України виступали такі гравці «Явора»:
- Сергій Снитко (у «Яворі» в 1994—97 роках)
- Олександр Євтушок (у «Яворі» в 1992 році)